# Lapatinib
El lapatinib (INN), usado en forma de ditosilato de lapatinib, (comercializado bajo el nombre de Tykerb/Tyverb, GSK) es un medicamento usado en quimioterapia para el cáncer de seno y otros tumores sólidos, administrado por vía oral. Es un inhibidor de la tirosina quinasa que interrumpen la vía del receptor de crecimiento HER2. Es usado en terapia combinada para cáncer de seno positivo para HER2. Está aprobado como terapia de primera línea para el cáncer de seno triple-positivo (positivo para los receptores ER/PR/HER2) y como coadyuvante en el tratamiento de pacientes que han mejorado con trastuzumab.

## Estatus
En marzo de 2007, la FDA aprobó en los Estados Unidos el uso de lapatinib para terapia combinada en pacientes con cáncer de mama que estaban recibiendo capecitabina (Xeloda, Roche). En febrero de 2010, Tykerb recibió una rápida aprobación como terapia de primera línea en pacientes con cáncer de mama triple-positivo.
La compañía GlaxoSmithKline comercializa el medicamento como Tykerb (en EE.UU) y Tyverb (Europa).
El medicamento está aprobado para la venta y uso clínico en EE.UU, Australia, Bahrain, Israel, Kuwait, Venezuela, Brasil, Nueva Zelanda, Corea del Sur, Suiza, Japón, la Unión Europea, India y Pakistán.

## Mecanismo de acción

### Bioquímica
El Lapatinib inhibe la acción de la acción de la tirosina quinasa asociada con dos oncogenes: EGFR y HER2/neu (EGFR humano tipo 2). La sobreexpresión de HER2/neu puede ser responsable de ciertos tipos de cáncer en mujeres. 
Como el sorafenib, el lapatinib es un inhibidor de la tirosina quinasa que ha demostrado éxito en el tratamiento del cáncer de seno de células madre.
 
El Lapatinib inhibe le proceso de recepción de señales mediante la unión al sitio de unión del ATP del dominio proteína quinasa de EGFR/HER2, previniendo la autofosforilación y la activación subsecuente del mecanismo de señales.

### Uso clínico
El Lapatinib el usado para el tratamiento del cáncer de seno, positivo para ER/EGFR/HER2, en mujeres que no han recibido tratamiento previo, y en pacientes con tumores HER2+ en las cuales ha fallado el tratamiento con otros agentes terapéuticos como antraciclina, derivados del taxano, o trastuzumab. Un estudio de 2006 un estudio mostró que en pacientes tratados previamente con estos agentes, el lapatinib en combinación con capecitabina demoró el tiempo de crecimiento de los tumores, con relación a los que recibían capecitabina sola. El estudio también reportó que el riesgo de progresión de la enfermedad estaba reducida en un 51%, y que la terapia mixta no estaba asociada con el incremento de efectos adversos.
En febrero de 2010 basado en un estudio previo, se anunció la aprobación del lapatinib como terapia de primera línea para tumores de seno positivos para los receptores hormonales EGFR, HER2.

## Efectos adversos
El lapatinib en general es un medicamento bien tolerado. La mayor parte de efectos adversos reportados consisten en diarrea, fatiga, náuseas y erupción medicamentosa.